# 北エーゲ
北エーゲ（ギリシア語: Βόρειο Αιγαίο / Vório Egéo）は、ギリシャ共和国の広域自治体であるペリフェリア（地方）の一つ。エーゲ海北東部に浮かぶ諸島から構成される。首府はレスヴォス島（レスボス島）のミティリーニ。

## 地理

### 位置
行政区画である北エーゲ地方（Περιφέρεια Βορείου Αιγαίου）は、エーゲ海の北東部に位置し、北東エーゲ海諸島（Νησιά του βορειοανατολικού Αιγαίου）とも呼ばれる島々の大部分を占める。ギリシャ共和国の「地理的な地方」としての「エーゲ海諸島」の北半部にあたり、南半部は南エーゲ地方となっている。
主要な島としては、北から
- リムノス島 （レムノス島）
- レスヴォス島 （レスボス島）
- ヒオス島 （キオス島）
- サモス島
- イカリア島

がある。ペリフェリア最大の島であるレスボス島は、クレタ島・エヴィア島に次いでギリシャ3位の面積を持つ島である。

### 主要な都市
- ミティリーネ（レスヴォス県レスヴォス市） - 27,247
- ヒオス（ヒオス県ヒオス市） - 23,779

## 歴史
1913年のバルカン戦争ののち、近代ギリシャの版図に入った地方である。
1987年の地方行政改革により、従来の「地理的な地方」に代わる行政区画として13の「ペリフェリア」（地方）が設置された。このとき、従来の「エーゲ海諸島」が分割され、北エーゲ地方が設立された。ペリフェリアは2010年の地方行政改革（カリクラティス改革）によって自治権が拡充され、公選制の知事と議会を持つ広域自治体となった。

## 行政区画

### 県
北エーゲ地方は、以下の5つの行政区（ペリフェリアキ・エノティタ）から構成されている。
2010年の地方制度改革（カリクラティス改革）以前は、自治体としての県（ノモス）が3つ置かれていた（ヒオス・レスヴォス・サモス）。2011年1月1日にノモスが廃止されて行政区となった。このとき、レスヴォス県からリムノス県、サモス県からイカリア県が分けられ、行政区は5つとなっている。
|   | 行政区名          | 綴り          | 政庁所在地   | 面積 Km² | 人口 （2021年） |
| - | ----------------- | ------------- | ------------ | -------- | --------------- |
| 1 | リムノス          | Λήμνος Limnos | -            | 477      | 16,668          |
| 2 | レスヴォス        | Λέσβος Lesbos | ミティリーニ | 1,677    | 83,755          |
| 3 | ヒオス （キオス） | Χίος Chios    | ヒオス       | 904      | 51,692          |
| 4 | サモス            | Σάμος Samos   | ヴァティ     | 477      | 32,642          |
| 5 | イカリア          | Ικαρία Ikaria | -            | 301      | 10,186          |

- リムノス県とレスボス県
- ヒオス県
- サモス県とイカリア県

### 市
北エーゲ地方には、基礎自治体である市（ディモス）が9ある。
| - リムノス県 - リムノス - アイオス・エフストラティオス - レスヴォス県 - レスヴォス - ヒオス県 - ヒオス - イヌセス - プサラ | - サモス県 - サモス - イカリア県 - イカリア - フルニ・コルセオン |

## 交通

### 空港
- サモス国際空港（英語版）
- リムノス国際空港（英語版）
- ミティリーネ国際空港（英語版）
- ヒオス空港（英語版）
- イカリア空港（英語版）